# Anas Haj Mohamed
Anas Haj Mohamed, né le 26 mars 2005 à Chieti en Italie, est un footballeur international tunisien qui évolue au poste d'ailier droit au Parma Calcio.

## Carrière

### En club
Formé à Chievo Verona, il part en août à l'académie de Parma Calcio. Il est promu dans l'équipe première lors de la saison 2023-2024.

### En sélection
En septembre 2023, il est convoqué par Jalel Kadri en équipe de Tunisie. Il fait ses débuts le 7 septembre 2023 lors d'un match des éliminatoires de la CAN 2023 contre le Botswana en entrant à la 83e minute à la place de Sayfallah Ltaief.